# العلاقات الآيسلندية الفنلندية
العلاقات الآيسلندية الفنلندية هي العلاقات الثنائية التي تجمع بين آيسلندا وفنلندا.

## مقارنة بين البلدين
هذه مقارنة عامة ومرجعية للدولتين:
| وجه المقارنة                                              | آيسلندا          | فنلندا                                                                               |
| --------------------------------------------------------- | ---------------- | ------------------------------------------------------------------------------------ |
| المساحة (كم2)                                             | 103.00 ألف       | 338.42 ألف                                                                           |
| عدد السكان (نسمة)                                         | 317.35 ألف       | 5.52 مليون                                                                           |
| الكثافة السكانية (ن./كم²)                                 | 3.08             | 16.31                                                                                |
| العاصمة                                                   | ريكيافيك         | هلسنكي                                                                               |
| اللغة الرسمية                                             | اللغة الآيسلندية | اللغة الفنلندية، اللغة السويدية                                                      |
| العملة                                                    | كرونة آيسلندية   | يورو، ماركا فنلندية                                                                  |
| الناتج المحلي الإجمالي (بليون دولار)                      | 23.91 مليار      | 251.88 مليار                                                                         |
| الناتج المحلي الإجمالي (تعادل القوة الشرائية) بليون دولار | 15.79 مليار      | 231.84 مليار                                                                         |
| الناتج المحلي الإجمالي الاسمي للفرد دولار أمريكي          | 50.17 ألف        | 42.31 ألف                                                                            |
| الناتج المحلي الإجمالي للفرد دولار أمريكي                 | 46.55 ألف        | 40.68 ألف                                                                            |
| مؤشر التنمية البشرية                                      | 0.899            | 0.883                                                                                |
| رمز المكالمات الدولي                                      | +354             | +358                                                                                 |
| رمز الإنترنت                                              | .is              | .fi                                                                                  |
| المنطقة الزمنية                                           | 00، أوروبا/لندن ‏ | ت ع م+02:00، ت ع م+03:00، أوروبا/هلسنكي ‏، توقيت شرق أوروبا، توقيت شرق أوروبا الصيفي ‏ |

## مدن متوأمة
في ما يلي قائمة باتفاقيات التوأمة بين مدن آيسلندية وفنلندية:
- ترتبط Húsavík [الإنجليزية]‏ مع ريهيماكي باتفاقية توأمة.
- ترتبط ريكيافيك مع هلسنكي باتفاقية توأمة.
- ترتبط أكوريري مع لاهتي باتفاقية توأمة منذ 14 أكتوبر 1994.[17]
- ترتبط هوفن مع Taivassalo [الإنجليزية]‏ باتفاقية توأمة.
- ترتبط Seltjarnarnes [الإنجليزية]‏ مع Lieto [الإنجليزية]‏ باتفاقية توأمة.
- ترتبط أربورغ مع سافونلينا باتفاقية توأمة منذ 6 يوليو 1987.
- ترتبط اسافيوردور مع يوينسو باتفاقية توأمة.
- ترتبط ألفتينس مع راوما باتفاقية توأمة.
- ترتبط كوبافوغور مع تامبيري باتفاقية توأمة.
- ترتبط سايويسفورور مع فانتا باتفاقية توأمة.
- ترتبط هافنارفيوردور مع هامينلينا باتفاقية توأمة.[18]
- ترتبط دالفيك مع بورفو باتفاقية توأمة.[19]
- ترتبط غارذاباير مع جاكوبستاد باتفاقية توأمة.
- ترتبط سيلفوس مع سافونلينا باتفاقية توأمة.
- ترتبط موسفلسبير مع Loimaa [الإنجليزية]‏ باتفاقية توأمة.
- ترتبط Ólafsfjörður [الإنجليزية]‏ مع لوفيسا باتفاقية توأمة.
- ترتبط غريندافيك مع روفانييمي باتفاقية توأمة.
- ترتبط Stykkishólmur [الإنجليزية]‏ مع لابينرنتا باتفاقية توأمة منذ 1979.
- ترتبط فياردابيغد مع يوفاسكولا باتفاقية توأمة منذ 1998.
- ترتبط رايكيانسبير مع كيرافا باتفاقية توأمة.[20]
- ترتبط Blönduós [الإنجليزية]‏ مع نوكيا باتفاقية توأمة.[21]

## منظمات دولية مشتركة
يشترك البلدان في عضوية مجموعة من المنظمات الدولية، منها:
| علم المنظمة | اسم المنظمة                               | تاريخ انضمام آيسلندا | تاريخ انضمام فنلندا |
| ----------- | ----------------------------------------- | -------------------- | ------------------- |
|             | وكالة ضمان الاستثمار متعدد الأطراف        | 25 سبتمبر 1998       | 28 ديسمبر 1988      |
|             | منظمة التعاون الاقتصادي والتنمية          | ?                    | 1969                |
|             | الأمم المتحدة                             | 19 نوفمبر 1946       | 14 ديسمبر 1955      |
|             | الفريق المعني برصد الأرض                  | ?                    | ?                   |
|             | منظمة حظر الأسلحة الكيميائية              | ?                    | ?                   |
|             | منظمة التجارة العالمية                    | ?                    | 1995                |
|             | منظمة الشرطة الجنائية الدولية             | ?                    | ?                   |
|             | مجلس دول بحر البلطيق                      | ?                    | 1992                |
|             | منظمة الأمن والتعاون في أوروبا            | 25 يونيو 1973        | 25 يونيو 1973       |
|             | مؤسسة التنمية الدولية                     | 19 مايو 1961         | 29 ديسمبر 1960      |
|             | نظام تحكم تكنولوجيا القذائف               | 1993                 | 1991                |
|             | يونسكو                                    | 8 يونيو 1964         | 10 أكتوبر 1956      |
|             | المجلس الشمالي                            | ?                    | 1955                |
|             | مجلس أوروبا                               | ?                    | 5 مايو 1989         |
|             | الاتحاد البريدي العالمي                   | ?                    | ?                   |
|             | البنك الدولي للإنشاء والتعمير             | 27 ديسمبر 1945       | 14 يناير 1948       |
|             | المجلس القطبي                             | ?                    | 1996                |
|             | اتفاقية السماوات المفتوحة                 | ?                    | ?                   |
|             | المنظمة الهيدروغرافية الدولية             | ?                    | ?                   |
|             | الاتحاد الدولي للاتصالات                  | 1 أكتوبر 1906        | 1 سبتمبر 1920       |
|             | مؤسسة التمويل الدولية                     | 20 يوليو 1956        | 20 يوليو 1956       |
|             | المركز الدولي لتسوية المنازعات الاستشارية | 14 أكتوبر 1966       | 8 فبراير 1969       |
|             | مجموعة أستراليا                           | 1993                 | 1991                |
|             | مجموعة الموردين النوويين                  | ?                    | ?                   |

## وصلات خارجية
- موقع وزارة الخارجية الآيسلندية
- موقع وزارة الخارجية الفنلندية